# Kraftwerk Zolling

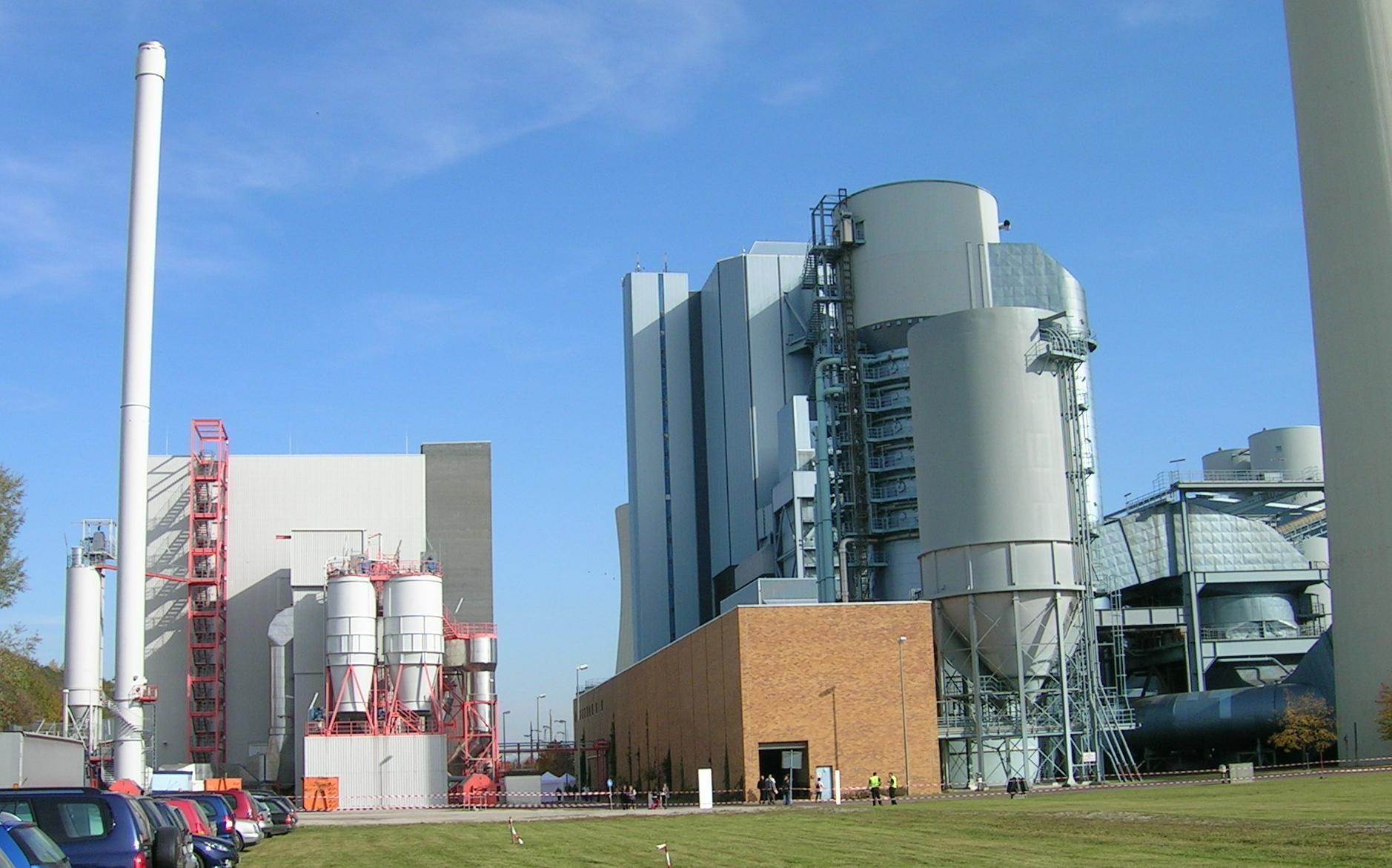
Blick auf das Biomasseheizkraftwerk (li.) und den Block 5 (re.)

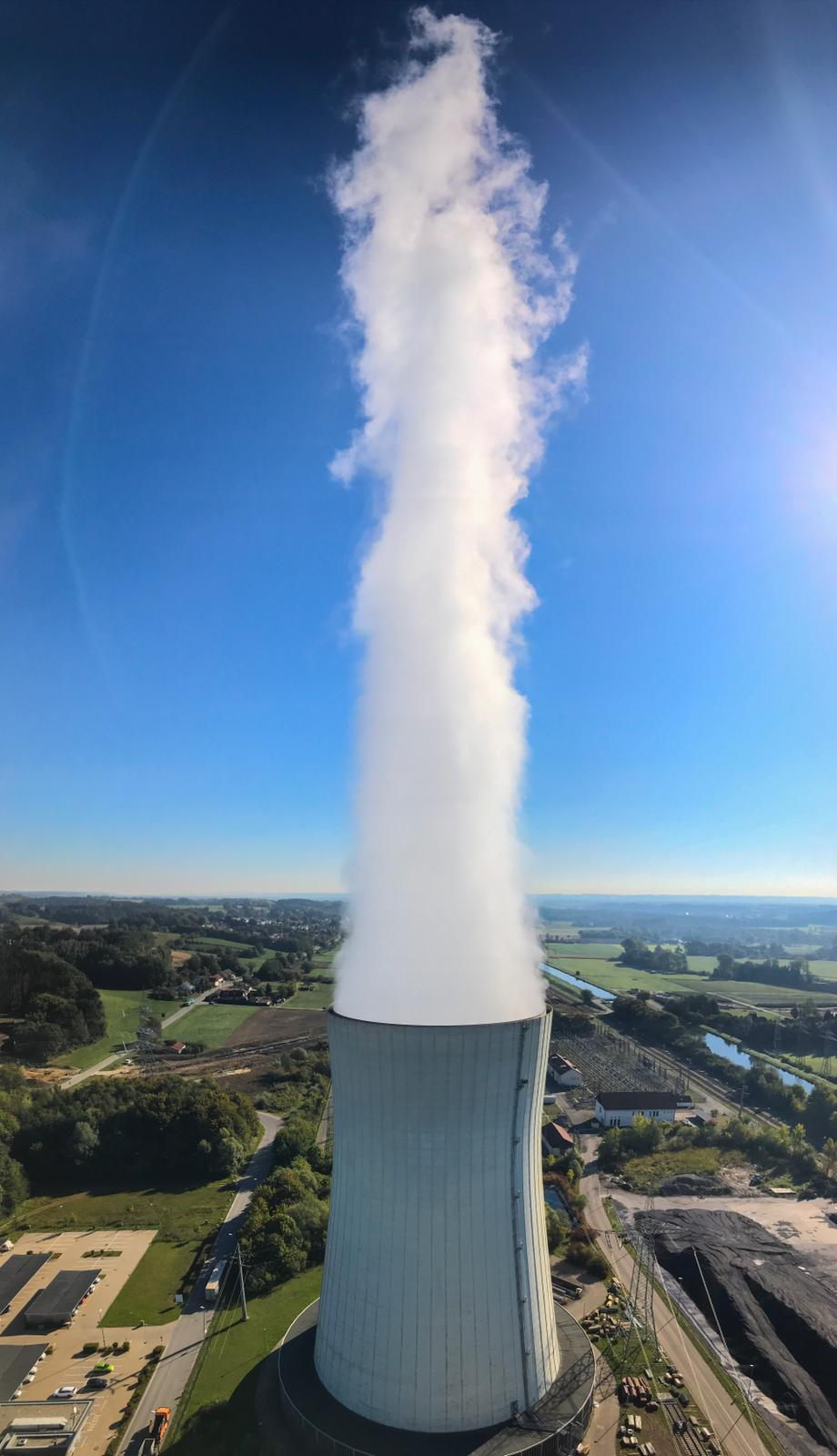
Kühlturm von Block 5 während des Leistungsbetriebs

Das Kraftwerk Zolling ist ein Kraftwerk der Onyx Kraftwerk Zolling GmbH & Co. KGaA in der oberbayerischen Gemeinde Zolling. Es ist nach dem damaligen Vorstandsvorsitzenden Heinrich Leininger der Isar-Amperwerke AG benannt und wird deshalb auch als Leiningerwerk bzw. Kraftwerk Leininger (Abkürzung KWL) geführt. Es dient der Strom- und Wärmeerzeugung aus fossilen und erneuerbaren Brennstoffen.
In der Vergangenheit waren vier Steinkohleblöcke mit Schmelzkammerfeuerung in Betrieb, die Ende der 1980er Jahre in Folge der Havarie von Block 3 stillgelegt wurden.
1986 ging mit einer elektrischen Bruttoleistung von 450 Megawatt (MW) der Block 5 mit der damals neuartigen Rauchgasentschwefelungsanlage in Betrieb. Kurz nach der Inbetriebnahme wurde ein SCR-Katalysator nachgerüstet und 1987 in Betrieb genommen. Der Block 5 war damals eines der ersten Kohlekraftwerke in Deutschland, in dem ein Katalysator zur Stickoxidminderung zum Einsatz kommt. In Anerkennung des Engagements für den Umweltschutz verlieh das Bayerische Staatsministerium für Landesentwicklung und Umweltfragen den Isar-Amperwerken im Juli 1988 die „Medaille für Verdienste um Schutz, Gestaltung und Vermittlung einer gesunden Umwelt“. Damit wurden vor allem die technische Gestaltung und der umweltfreundliche Betrieb des neuen Blocks im Kraftwerk Zolling gewürdigt.
Das Kraftwerk Zolling verfeuerte in den letzten Jahren des Leistungsbetriebs im Schnitt 400.000 Tonnen Steinkohle pro Jahr. Die Kohle wird vor der Verbrennung in den fünf Walzenschüsselmühlen zu Steinkohlestaub gemahlen. Per Eisenbahn wird die Steinkohle zum kraftwerkseigenen Bahnhof an der Bahnstrecke Langenbach–Enzelhausen angeliefert und auf den vier kraftwerkseigenen Kohlehalden zwischengelagert. Der Brennstoffverbrauch liegt bei Volllast bei etwa 147,5 t/h, abhängig vom aktuellen Heizwert der eingesetzten Steinkohle. Mit seinem 220 Meter hohen Kamin und 80 Meter hohen Kühlturm ist der Block 5 mit Umweltschutzeinrichtungen zur Entstickung, Entstaubung und Entschwefelung der Rauchgase ausgerüstet. Das für den Betrieb notwendige Kühlwasser wird dem für das Wasserkraftwerk Haag angelegten Amperkanal entnommen und nach der Nutzung im Kraftwerk rückgekühlt dem Fluss wieder zugeführt. Jährlich werden bis zu 35.000 Tonnen mechanisch entwässerter Klärschlamm mitverbrannt. Beim Betrieb der Kraftwerksblöcke wird Fernwärme ausgekoppelt und unter anderem die Stadt Freising und der Flughafen München versorgt.
Bei einem möglichen Zusammenbruch des Übertragungsnetzes kann der Block 5 über eine der zwei ebenfalls am Standort befindlichen Gasturbinen zum Anfahren mit Strom versorgt werden, wodurch die Anlage schwarzstartfähig ist.
Seit Ende 2003 liefert das Biomasseheizkraftwerk Strom und Fernwärme für rund 40.000 Haushalte in der Region Freising. Die Anlage ist darauf ausgelegt auch stark belastetes Altholz der Kategorie A IV, insbesondere Bahnschwellen, zu verwerten. Die Anlieferung des Brennmaterials erfolgt per LKW.

## Geschichte
Das Kraftwerk Zolling wurde von der 1955 aus der Fusion der Amperwerke AG und der Isarwerke AG entstandenen Isar-Amperwerke AG projektiert. Am 4. Oktober 1958 erfolgte die Inbetriebnahme von Block 1. Bis 1966 wurde das Kraftwerk in vier Ausbaustufen auf eine Gesamtleistung von 265 Megawatt gebracht. 1976 folgte die Inbetriebnahme einer Gasturbinenanlage mit einer Leistung von 2 × 25 MW. 1986 wurde der Block 5 mit moderner Umweltschutztechnik und mit besonderer Steuerungstechnik für schnelle Lastwechsel in Betrieb genommen.
Die Blöcke 3 und 4 sollten als Reservekraftwerke dienen und nach der Inbetriebnahme von Block 5 nur noch maximal 1000 Betriebsstunden pro Jahr eingesetzt werden. Am 23. März 1987 ereignete sich eine schwere Kesselexplosion in Block 3, bei der die Blöcke 3 und 4 irreparabel beschädigt wurden. 2 Mitarbeiter kamen ums Leben. Daraufhin wurden auch diese Blöcke stillgelegt und 1989 abgerissen.
Seit 1999 erfolgt die Klärschlamm-Mitverbrennung im Kraftwerk.
Im Juni 1999 wurde die Isar-Amperwerke AG von der zum VIAG Konzern gehörenden Bayernwerk AG übernommen.
13 Monate später, im Juli 2000, verschmolzen die Unternehmen VIAG und VEBA zu E.ON. Der Kraftwerksstandort wurde in die E.ON Kraftwerke GmbH eingegliedert.
Von 2002 bis 2003 wurde das Biomasseheizkraftwerk errichtet.
Im Mai 2008 gab E.ON bekannt, dass im Zuge der Abgabe von 4800 MW Kraftwerksleistung zur Abwendung eines Kartellverfahrens durch die EU auch das Kraftwerk Zolling verkauft werden soll.
Am 12. Oktober 2008 feierte das Kraftwerk sein 50-jähriges Standortjubiläum. Am 5. November 2009 wurde es von der GDF-Suez-Gruppe (seit 2015 Engie) übernommen.
Am 14. Juli 2010 gab es einen Störfall, bei dem 1500 Liter Salzsäure ausgelaufen sind.
Im Jahr 2011 wurde der Block 5 einer großen Revision unterzogen. Das Hauptaugenmerk dieser Revision richtete sich auf den Retrofit der Turbogruppe, den großen Leittechnikumbau und den Austausch des Maschinentransformators. Durch die neuen Turbinen und die anschließende Änderung der Frischdampfparameter, konnte die Nettoleistung von 449 Megawatt auf 472 MW angehoben und der elektrische Wirkungsgrad auf 43,3 % gesteigert werden. Durch den Leittechnikumbau auf das Prozessleitsystem 800xA von ABB wurde die Flexibilität des Kraftwerks erhöht. Insgesamt wurden bei dieser Revision rund 80 Millionen Euro investiert, um das Kraftwerk für die Zukunft vorzubereiten.
Am 18. Oktober 2018 erfolgte der offizielle Spatenstich für die Klärschlammtrocknungsanlage, die jährlich für bis zu 150.000 Tonnen mechanisch entwässerten Klärschlamms genehmigt ist. Für den Betrieb der Anlage wird Energie über effiziente Kraft-Wärme-Kopplung von den beiden Kraftwerksblöcken bezogen. Der getrocknete Klärschlamm wird in einem stillgelegten Schweröltank zwischengelagert und beim Kraftwerksbetrieb den Kohlemühlen zugeführt.
Nach langen Verhandlungen wurde am 26. März 2019 bekanntgegeben, dass die Beteiligungen von Engie am Kraftwerk Zolling der US-amerikanische Konzern Riverstone Holdings übernehmen wird. Am 30. November 2019 wurde der Erwerb über das neu gegründete Energieerzeugungsunternehmen Onyx abgeschlossen.
Im Oktober 2021 wurden Pläne für den Neubau eines mit Erdgas befeuerten Wärmekraftwerks in Zolling vorgestellt. Das Kraftwerk soll eine elektrische Leistung von 55 MW sowie eine thermische Leistung von 53 MW nach der geplanten Inbetriebnahme im Jahr 2024 erbringen. Auch für die Verwendung von Biogas und Wasserstoff soll die geplante Anlage geeignet sein.
Am 14. Oktober 2022 gab die BNetzA das Ergebnis der sechsten Ausschreibungsrunde des Ausschreibungsverfahrens zur Reduzierung der Verstromung von Steinkohleanlagen und Braunkohle-Kleinanlagen öffentlich bekannt, wonach der Block 5 zum Gebotstermin 1. August 2022 gemäß § 24 Abs. 1 KVBG einen Zuschlag erhalten hat. Damit greift das Kohleverstromungs- und Vermarktungsverbot für den Block 5 voraussichtlich ab 21. Februar 2025.
In Folge des Stilllegungszuschlags vom Block 5, wonach ab 21. Februar 2025 das Verfeuerungs- und Vermarktungsverbots gemäß KVBG gegriffen hätte, wurde dieser in die Systemanalyse der Übertragungsnetzbetreiber (ÜNB) mit einbezogen, in welcher der Bedarf an Reserveleistung für die kommenden Jahre ermittelt wurde. Dabei wurde die Systemrelevanz festgestellt, da der Block 5 zur Aufrechterhaltung des gesicherten Netzbetriebs in der Region notwendig ist, wodurch der zuständige ÜNB Tennet TSO einen Antrag bei der BNetzA stellte. Diese gab dem Antrag im Sommer 2023 statt, wonach der Block 5 vorerst ab dem 21. Februar 2025 bis zum 31. März 2027 als systemrelevant eingestuft ist und die vollständige Stilllegung des Kraftwerksblocks somit untersagt wurde. des 20. Februars 2025 der Leistungsbetrieb eingestellt und das Kraftwerk in die stille Reserve überführt, wo es gemäß den Erwartungen des Betreibers noch bis zu etwa 100-mal im Jahr Strom erzeugen muss.
Eine erneute Verlängerung der Systemrelevanz vom Block 5, wurde am 23. Oktober 2024 durch die BNetzA genehmigt. Demnach befindet sich der Block 5 bis mindestens 31. März 2031 in der nationalen Netzreserve.
Am 20. Februar 2025 erfolgte um 23 Uhr die letzte Netztrennung vom Block 5 im kommerziellen Leistungsbetrieb, der damit nach 39 Jahren endete. Seit 21. Februar befindet sich der Block nun in der Netzreserve, in der er laut Angaben des Betreibers, noch bis zu 100-mal im Jahr anfahren wird, um Netzengpässe auszugleichen.

## Technische Daten
Das Kraftwerk Zolling besteht heute aus zwei Kraftwerksblöcken und zwei Gasturbinen, mit einer Bruttogesamtleistung von 572 MW. Vier alte Steinkohleblöcke mit einer Bruttogesamtleistung von 265 MW sind stillgelegt und wurden 1989 komplett abgerissen. Block 5 ist mit einer elektrischen Bruttoleistung von 501 MW der leistungsstärkste Steinkohleblock Bayerns.

### Übersicht über die Kraftwerksblöcke
| Kraftwerksblock | Kesselart | Brennstoff              | Baubeginn | Inbetriebnahme | Elektrische Leistung | Elektrische Leistung | Netzanbindung | Fernwärmeleistung | Stilllegung     |
| Kraftwerksblock | Kesselart | Brennstoff              | Baubeginn | Inbetriebnahme | Netto                | Brutto               | Netzanbindung | Fernwärmeleistung | Stilllegung     |
| --------------- | --------- | ----------------------- | --------- | -------------- | -------------------- | -------------------- | ------------- | ----------------- | --------------- |
| Block 1         | Trommel   | Steinkohle, Schweröl    | 1956      | 1958           | 38 MW                | 40 MW                | 110 kV        |                   | 1982            |
| Block 2         | Trommel   | Steinkohle, Schweröl    | 1959      | 1961           | 48 MW                | 50 MW                | 110 kV        | 1984              |                 |
| Block 3         | Trommel   | Steinkohle, Schweröl    | ~1961     | 1964           | 71 MW                | 75 MW                | 110 kV        | 1987              |                 |
| Block 4         | Trommel   | Steinkohle, Schweröl    | ~1963     | 1966           | 97 MW                | 100 MW               | 110 kV        | 1987              |                 |
| Block 5         | Benson    | Steinkohle, Klärschlamm | 1982      | 1986           | 472 MW               | 501 MW               | 220 kV        | 150 MWth          | (31. März 2031) |
| Block 6 BMHKW   | Trommel   | Biomasse (Altholz)      | 2002      | 2003           | 20 MW                | 21 MW                | 110 kV        | 30 MWth           |                 |

### Übersicht über die Gasturbinen

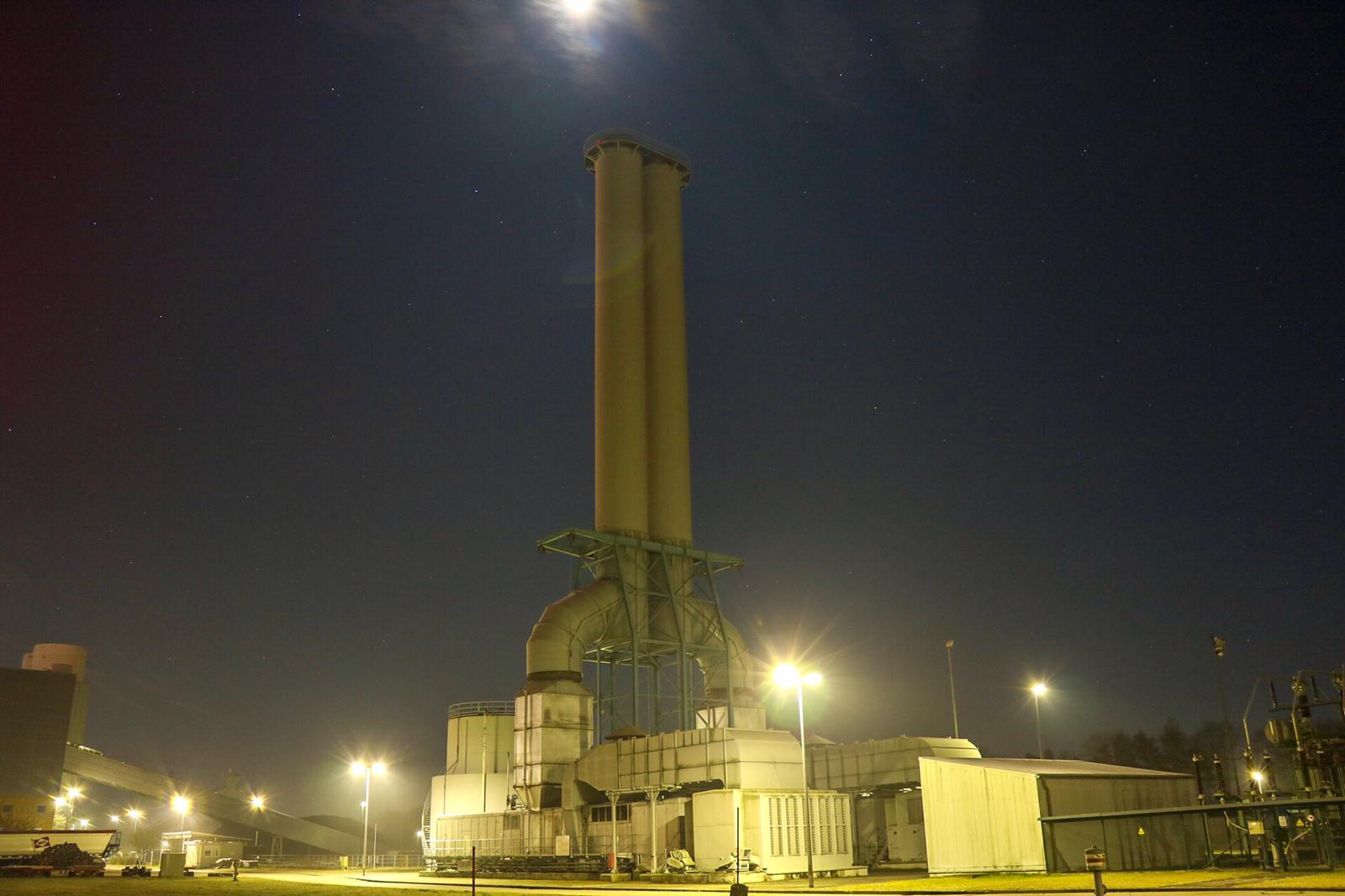
Die beiden Gasturbinen des Kraftwerks

Im Kraftwerk Zolling sind zwei Gasturbinen, zwei sogenannte Aeroderivative, mit einer Gesamtleistung von 50 MW in Betrieb und werden zur Abdeckung der Spitzenlast eingesetzt. Die Planungen für eine weitere Gasturbine wurden gestoppt.
| Gasturbine   | Brennstoff | Baubeginn | Inbetriebnahme | Elektrische Leistung | Netzanbindung | Status             |
| ------------ | ---------- | --------- | -------------- | -------------------- | ------------- | ------------------ |
| Gasturbine 1 | Heizöl EL  | 1976      | 1976           | 25 MW                | 110 kV        | In Betrieb         |
| Gasturbine 2 | Heizöl EL  | 1976      | 1976           | 25 MW                | 110 kV        | In Betrieb         |
| Block 7      | Erdgas     | (2020)    | (2022)         | ~300 MW              | 380 kV        | Planungen gestoppt |

#### Block 7
Im Jahr 2017 gab Engie bekannt, dass der Bau einer Gasturbine (Block 7) auf dem Gelände des Kraftwerks Zolling vorgesehen ist und sich das Unternehmen an der geplanten Ausschreibung beteiligen wird. Ende Juni 2018 schrieben die Netzbetreiber Tennet, Amprion und TransnetBW insgesamt 1.200 MW Kapazität für besondere netztechnische Betriebsmittel nach §11 Abs. 3 EnWG europaweit und technologieoffen aus. Die Kapazität soll auf vier festgelegte Regionen in Süddeutschland aufgeteilt werden. Am 9. Januar 2019 gab TenneT als erster Übertragungsnetzbetreiber bekannt, dass für die Region südliches Bayern nun Uniper mit dem Kraftwerk Irsching den Zuschlag erhielt. Aufgrund dieser Entscheidung ist eine Weiterverfolgung des Projekts in Zolling nach derzeitigem Stand unwahrscheinlich.

### Übersicht über die Klärschlammmitverbrennung
Der Kraftwerksstandort Zolling hat sich mit zwei Anlagen zur Entsorgung von kommunalen Klärschlämmen in Bayern etabliert. Da die Klärschlammentsorgung auf landwirtschaftlichen Flächen aus Gründen des Umweltschutzes immer mehr eingeschränkt wird, hat man bereits im Jahr 1999 die erste Anlage zur Entsorgung von Klärschlamm in Betrieb genommen. 2020 folgte dann zusätzlich eine Klärschlammtrocknungsanlage.

#### Nassklärschlammanlage
Die Nassschlammanlage dosiert beim Kraftwerksbetrieb mechanisch entwässerten Klärschlamm den Kohlemühlen über Taktventile zu. Dabei können bis zu 14,4 Tonnen Nassklärschlamm pro Stunde direkt mitverbrannt werden.
| Lagerkapazität Nassschlamm | Klärschlammdurchsatz | Klärschlammdurchsatz | Schlammförderung                 | Inbetriebnahme |
| Lagerkapazität Nassschlamm | pro Stunde           | pro Jahr             | Schlammförderung                 | Inbetriebnahme |
| -------------------------- | -------------------- | -------------------- | -------------------------------- | -------------- |
| 500 m³                     | 14,4 t               | 35.000 t             | hydraulisch über Dickstoffpumpen | 1999           |

#### Klärschlammtrocknungsanlage
Die 2020 in Betrieb genommene Trocknungsanlage ist ausgestattet mit zwei Niedertemperatur-Bandtrockner. Die zur Wasserverdampfung benötigte Wärme wird über das bestehende Fernwärmenetz von den beiden Kraftwerksblöcken bezogen. Der getrocknete Klärschlamm wird in einem umgebauten Schweröltank zwischengelagert und beim Kraftwerksbetrieb den Kohlemühlen über Zellradschleusen zu dosiert. Dabei wird bis zu ein Zehntel der Steinkohle eingespart. Des Weiteren können über ein Verladesilo LKWs beladen werden, um den Trockenklärschlamm beispielsweise an Zementwerke zu liefern, in denen er als Ersatzbrennstoff dient. Die beim Trocknungsprozess anfallende Abluft von je etwa 60.000 Nm³ pro Stunde wird in drei Stufen gereinigt. In den ersten beiden Stufen wird die Abluft gewaschen. Dabei fällt Ammoniumsulfatlösung (ASL) als Nebenprodukt an, das zur Düngemittelproduktion eingesetzt wird. Anschließend passiert die Abluft einen Aktivkohlefilter, ehe sie gereinigt über die Abluftkamine abgegeben wird.
| Lagerkapazität | Lagerkapazität | Klärschlammdurchsatz | Klärschlammdurchsatz | Trocknungstechnologie             | Trocknungs- temperaturen | Schlammförderung           | Inbetriebnahme |
| Nassschlamm    | Trockenschlamm | pro Stunde           | pro Jahr             | Trocknungstechnologie             | Trocknungs- temperaturen | Schlammförderung           | Inbetriebnahme |
| -------------- | -------------- | -------------------- | -------------------- | --------------------------------- | ------------------------ | -------------------------- | -------------- |
| 1400 m³        | 1600 m³        | 2 × 10,1 t           | 150.000 t            | 2 × Niedertemperatur-Bandtrockner | 85 – 125 °C              | mechanisch und pneumatisch | 2020           |

## Fernwärme

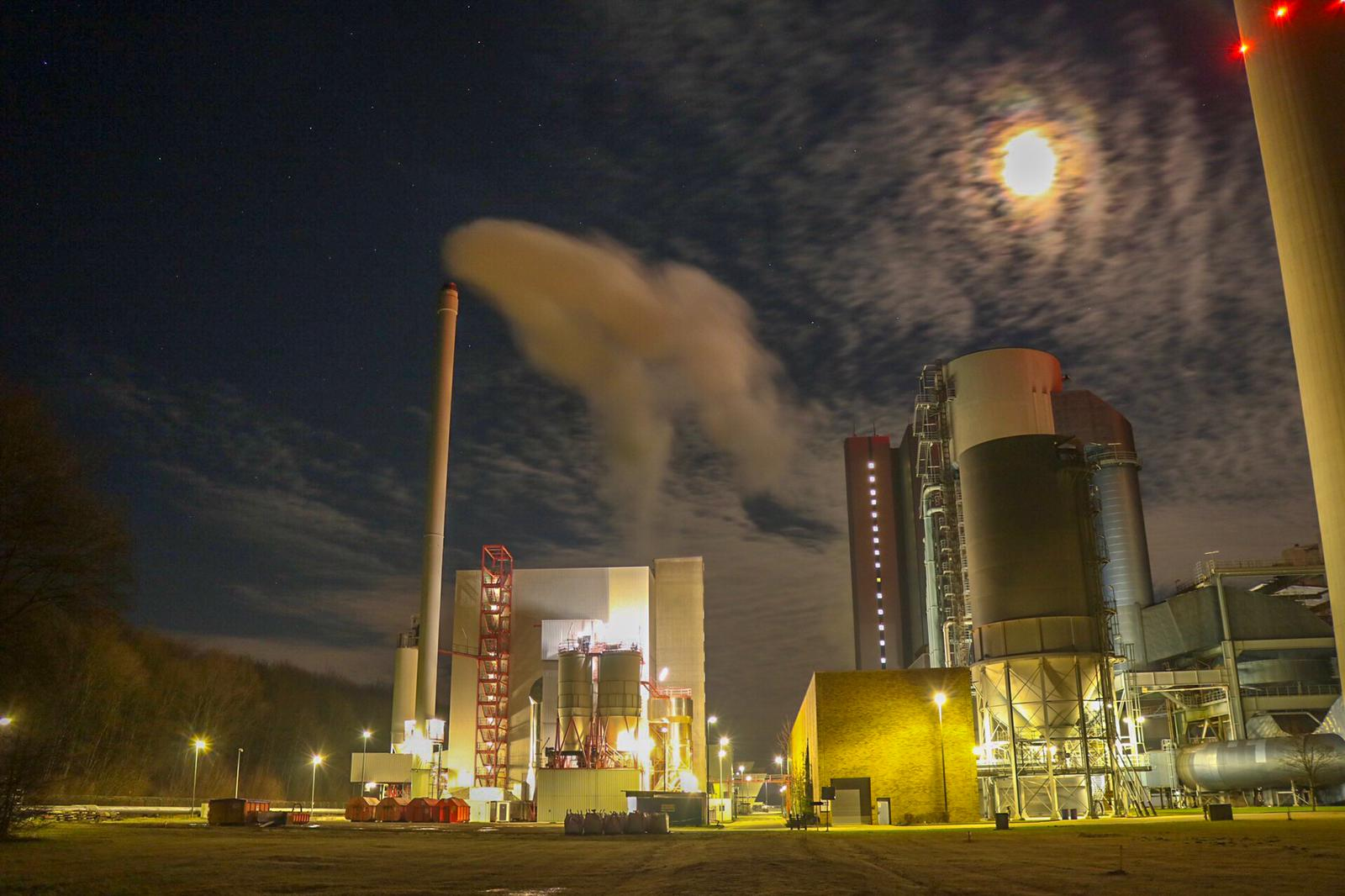
Blick auf das BMHKW (links) und den Block 5 (rechts)

In Freising besteht seit 1988 ein von der Fernwärmeversorgung Freising GmbH betriebenes Fernwärmenetz, dessen Bedarf hauptsächlich vom Kraftwerksstandort Zolling abgedeckt wird. Gesellschafter der GmbH sind die Stadtwerke Freising und die Bayernwerk Natur GmbH. Das Netz erstreckt sich über die Gemeinden Freising, Zolling, Hallbergmoos sowie über das Flughafengelände. Versorgt werden folgende Anschlüsse:
- Verwaltungsgebäude des Kraftwerks Zolling
- Zolling
- Freising
- Campus Freising-Weihenstephan
- Freising Ost
- Texas Instruments
- Attaching
- Flughafen München
- Hallbergmoos

### Erzeugungskapazitäten
Die Haupterzeuger im Versorgungsnetz sind der Steinkohleblock mit maximal 150 MWth und das Biomasseheizkraftwerk mit 30 MWth, die über Kraft-Wärme-Kopplung effizient Fernwärme erzeugen und so den Brennstoffnutzungsgrad auf bis zu 70 % steigern können.
Darüber hinaus stehen auf dem Kraftwerksgelände noch der Anfahrkessel vom Block 5 (40 MWth) und ein Elektrokessel (35 MWth) zur Verfügung, von denen einer beim Stillstand der Kraftwerksblöcke die Fernwärmeversorgung übernimmt. Als Unterstützung bei hohen Bedarfsspitzen, können zudem Heizwerke in Weihenstephan (39,5 MWth) und in Hallbergmoos (32 MWth) angefahren werden. Der Flughafen München betreibt daneben noch ein eigenes Blockheizkraftwerk und stellt damit über Kraft-Wärme-Kopplung Wärme und Strom für den Eigenbedarf her.
Zusätzlich befindet sich auf dem Kraftwerksgelände ein Fernwärmespeicher mit einem Fassungsvermögen von 10.000 m³ und einer Speicherkapazität von 400 MWh.